# End of the Road
End of the Road és una pel·lícula estatunidenca de thriller policíac del 2022 dirigida per Millicent Shelton, escrita per Christopher J. Moore i David Loughery, i produïda per Tracey Edmonds, Mark Burg i Brad Kaplan. La pel·lícula és protagonitzada per Queen Latifah, Chris Bridges, Mychala Lee, Shaun Dixon i Beau Bridges. Es va estrenar el 9 de setembre de 2022 a Netflix. S'ha subtitulat al català.
El 3 de febrer de 2022, Netflix va revelar End of the Road en un tast promocional de la pel·lícula que es va emetre a la Super Bowl LVI. La directora Millicent Shelton va expressar la seva intenció de crear un "nou gènere" amb la pel·lícula i que la pel·lícula reflectís l'experiència dels negres a Amèrica. Queen Latifah, que protagonitza la pel·lícula, es va unir amb Shakim Compere com a productora executiva, i End of the Road va ser el primer thriller que va produir Latifah. El rodatge va tenir lloc principalment a Nou Mèxic.